# Nordvestøyane
Nordvestøyane (les îles du nord-ouest en norvégien) est un archipel norvégien situé au nord du Spitzberg dans l'archipel du Svalbard. Il est composé de cinq petites îles situées au nord de la Terre d'Albert I, sur une surface d'environ 5 × 5 km.

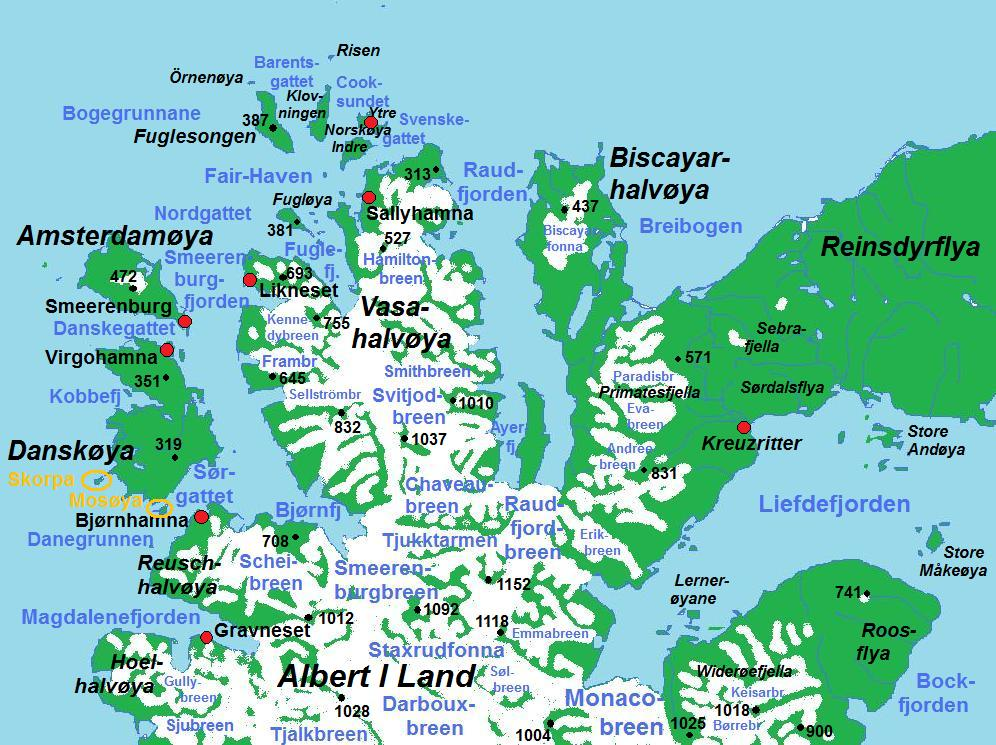
Carte de la Terre d'Albert I avec les Nordvestøyane au nord.

Il y a une interdiction totale de se rendre sur l'île de Ytre Norskøya, en raison de la présence de l'héritage culturel.
Les îles qui composent Nordvestøyane sont (de l'ouest à l'est puis au sud) : 
- Fuglesongen, environ 4,1 km2
- Klovningen, environ 2,2 km2
- Ytre Norskøya, environ 1 km2
- Indre Norskøya, environ 2 km2
- Fugløya, environ 2,5 km2

L'archipel des Nordvestøyane a souvent été considéré comme le "dernier arrêt" libre de glace et aux eaux calmes avant que ne débutent véritablement les expéditions polaires dans l'océan Arctique. L'archipel fait partie du  parc national de Norvest-Spitsbergen  et a été cartographié au cours de l'expédition norvégienne de l'océan Arctique en 1876-1878 à laquelle a participé le professeur Georg Ossian Sras.